# Platycorynus buonloicus
Platycorynus buonloicus es una especie de insecto coleóptero de la familia Chrysomelidae.
Fue descrita científicamente en 1985 por Medvedev & Rybakova.